# Либби, Уиллард Франк
Уиллард Франк Либби (англ. Willard Frank Libby; 17 декабря 1908, Гранд-Валли, штат Колорадо — 8 сентября 1980, Лос-Анджелес) — американский физико-химик.
Член Национальной академии наук США (1950).

## Биография
Получил степени бакалавра (1931) и доктора химии (1933) в Калифорнийском университете в Беркли; там же преподавал химию (1933—1945). Участвовал в создании ядерного оружия.
В 1945—1959 годах работал в институте ядерных исследований и Чикагском университете.
С 1959 года профессор химии Калифорнийского университета в Лос-Анджелесе.

## Основные работы
Разработал метод радиоуглеродного датирования, позволяющий определять возраст археологических образцов (в состав которых входит углерод) путём измерения их радиоактивности, обусловленной изотопом 14С. Участвовал в разработке метода газодиффузионного выделения изотопа 235U из природного урана.

## Награды
- 1941, 1951, 1959 — Стипендия Гуггенхайма[2]
- 1957 — Медаль Эллиота Крессона
- 1958 — Премия Уилларда Гиббса
- 1959 — Премия Джозефа Пристли Колледжа Дикинсон[англ.][3]
- 1959 — Премия Эйнштейна
- 1960 — Нобелевская премия по химии
- 1961 — Медаль Артура Л. Дэя
- 1970 — Золотая медаль[англ.] Американского института химиков[англ.]

## Сочинения
- Radiocarbon dating, 2 ed., Chi., 1955.